# Gotthold Gundermann
Gotthold Erdmann Gundermann (* 11. März 1856 in Freienorla; † 19. Oktober 1921 in Tübingen) war ein deutscher Klassischer Philologe.
Gundermann studierte an der Universität Jena Klassische Philologie und wurde 1880 mit der Dissertation De Iuli Frontini Strategematon libro qui fertur quarto promoviert. Im Anschluss daran arbeitete er einige Zeit als Lehrer.
1884 engagierte man Gundermann zur Mitarbeit am Corpus glossarium latinorum. Dazu unternahm er in Folge Studienreisen zu vielen wichtigen Universitäts- und anderen Bibliotheken, um dort die Bestände der Handschriften zu erforschen. Erst 1892, als er einen Ruf an die Universität Gießen annahm, verließ er die Redaktion.
Bereits 1888 hatte sich Gundermann an der Universität Jena habilitiert und 1891 erfolgte die Ernennung zum außerordentlichen Professor. 1893 hielt er seine Antrittsvorlesung in Gießen und blieb dort bis 1902. In diesem Jahr wechselte er an die Eberhard-Karls-Universität Tübingen und blieb dort bis zu seiner Emeritierung 1921.

## Schriften (Auswahl)
- Quaestiones de Iuli Frontini strategematon libris. Teubner, Leipzig 1888.
- Die Zahlzeichen. Verlag Münchow, Gießen 1899.
- Hippocrates: De aere aquis locis. Marcus & Weber, Bonn 1911.
- Trogus und Gellius bei Radulfus de Diceto. Hirzel, Leipzig 1926.